# Iglesia de San Pedro Apóstol (Torremocha de Jarama)
La iglesia parroquial de San Pedro Apóstol en el municipio de Torremocha de Jarama (Provincia de Madrid, España) es un templo de traza renacentista aunque sus orígenes se remontan al siglo XIII. 
Presenta una planta rectangular con dos naves separadas por pilares que sostienen arcos de medio punto, en tanto que el ábside, que es de los elementos más antiguos, es semicircular. Está rodeada por su lado este y por los pies por un pórtico de sillería y mampostería vista con columnas dóricas sobre basamento en las que descansan ocho arcos carpaneles moldurados, cuatro en cada uno de sus lados, apareciendo en dos de las enjutas del lado este el escudo del Cardenal Cisneros. Las naves lateral y central se cubren con armaduras de madera. La primera es de faldón y la central es de artesa con tirantes. En el presbiterio figura una bóveda de cañón con arcos fajones, mientras que en la capilla mayor aparece un cuarto de esfera. Toda esta zona se encuentra decorada con restos de un conjunto de pintura mural en el que se aprecian unos santos, mártires, variados motivos geométricos, y un gran pantocrátor con el tetramorfos. 
El acceso se realiza a través de la portada renacentista abierta entre las parejas de arcos del pórtico en el lado oeste, se organiza con un arco carpanel entre columnas adosadas que sostienen un entablamento y sobre él un frontón triangular en el que se abre en el eje una pequeña hornacina con el Santo en su interior y en los extremos se disponen florones. El acceso a la sacristía, situado en los bajos de la torre junto a la capilla mayor, sigue el mismo esquema que el ya descrito en la de acceso, pero sustituyendo la hornacina por un medallón. 
La torre tiene un cuerpo y el de campanas, donde se abren cuatro vanos de medio punto, uno por cada lado. 